# إدريس وادا
إدريس وادا (بالإنجليزية: Idris Wada)‏ هو سياسي نيجيري، ولد في 24 أغسطس 1950 في نيجيريا. حزبياً، نشط في حزب الشعب الديمقراطي. وقد انتخب Governor of Kogi State ‏.